# Sam Griffiths

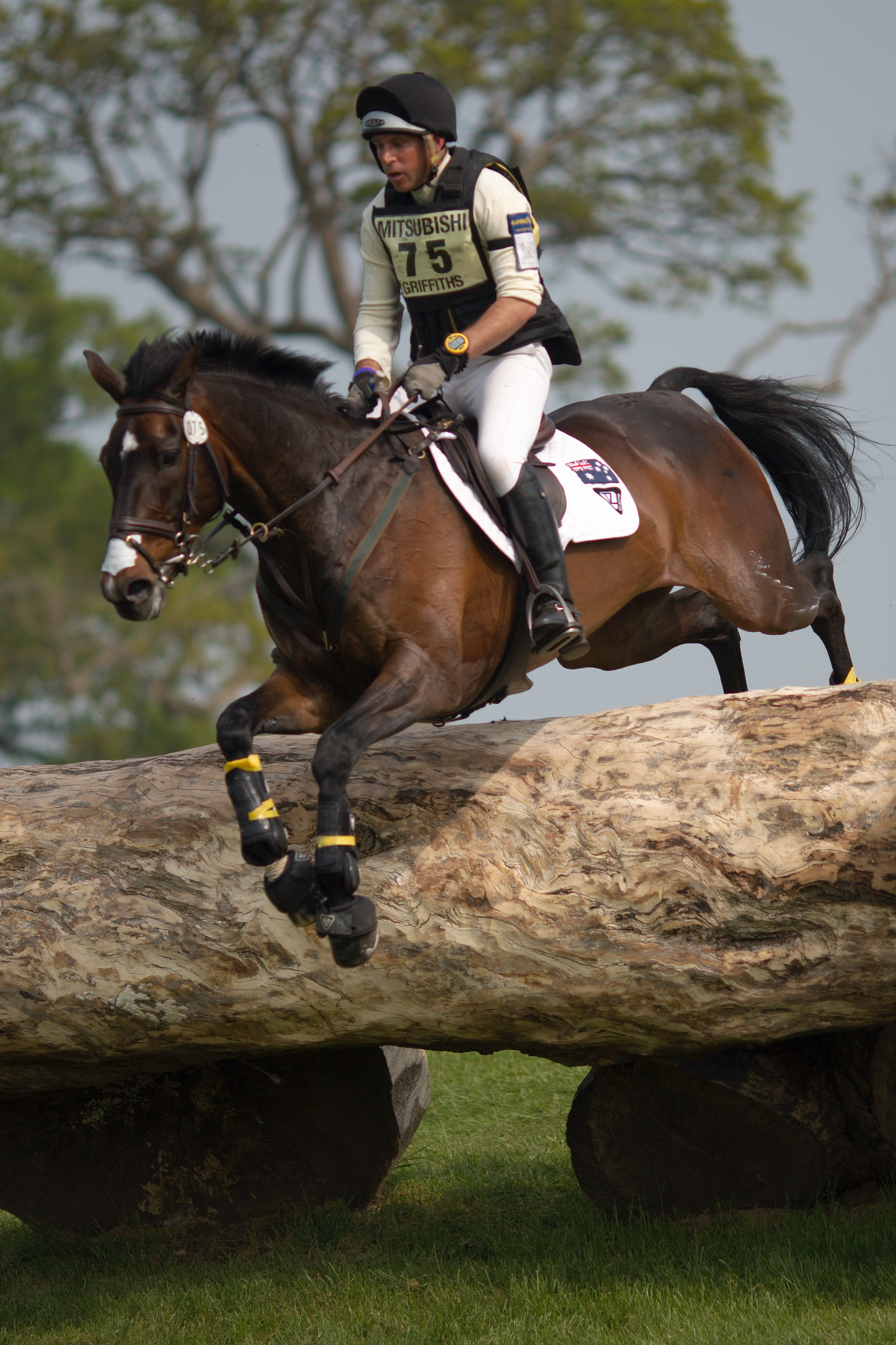
Sam Griffiths mit Happy Times bei den Badminton Horse Trials 2011

Sam Griffiths (* 27. Mai 1972 in Melbourne) ist ein australischer Vielseitigkeitsreiter. Seine Frau Lucy ist ebenfalls eine erfolgreiche Vielseitigkeitsreiterin.

## Karriere
1995 zog er nach England, um für Matthew Ryan zu arbeiten. Nach drei Jahren verließ er den Stall und machte sich in Gillingham selbständig. 2012 ging er in London mit Happy Times bei seinen ersten Olympischen Spielen an den Start. Vier Jahre später, bei den Olympischen Spielen in Rio de Janeiro, nahm er mit Paulank Brockagh teil. Hier errang er mit der Mannschaft die Bronzemedaille, in der Einzelwertung verpasste er eine Medaille knapp.

## Pferde (Auszug)
- Happy Times (* 1999), brauner Oldenburger Wallach, Vater: Heraldik xx, Muttervater: Maraschino[1]
- Paulank Brockagh (* 2003), braune Irische Stute, Vater: Touchdown, Muttervater: Trigerrero[2]

## Erfolge
- Olympische Sommerspiele:
  - 2012, London: mit Happy Times 6. Platz mit der Mannschaft
  - 2016, Rio de Janeiro: mit Paulank Brockagh 3. Platz mit der Mannschaft, 4. Platz im Einzel

- Weltreiterspiele:
  - 2010, Lexington KY: mit Happy Times 14. Platz mit der Mannschaft
  - 2014, Haras du Pin/Caen: mit Paulank Brockagh 4. Platz mit der Mannschaft, 16. Platz im Einzel

- Asien-Pazifik-Meisterschaft:
  - 2003, Blenheim Palace: mit Private Colin 1. Platz mit der Mannschaft und 2. Platz in der Einzelwertung

- Weltcupfinale:[3]
  - 2003, Pau: 19. Platz mit In the Groove

- Sieg bei CCI 4*-Turnieren:
  - Badminton Horse Trials: 2014 mit Paulank Brockagh